# Мишка (рід)
Мишка (Micromys) — рід дрібних гризунів із триби пацюків родини мишевих. Рід містить два живі види: широко розповсюджена Micromys minutus і більш територіально обмежена Micromys erythrotis. Скам'янілості Micromys датуються пізнім міоценом і включають принаймні 10 вимерлих видів, які утворюють кілька ліній.

## Таксономія
Micromys не є тісно пов'язаним з будь-яким іншим мишачим родом, що ускладнило з'ясування його філогенетичних зв'язків. Раніше його поміщали в окрему мишачу кладу, яка також містила Hapalomys, Chiropodomys і Vandeleuria, але згодом дослідження виявили, що ця клада є поліфілетичною, а натомість виявили, що Micromys належить до власного відділу, який утворює сестринську групу триби Rattini, яке містить справжніх пацюків серед багатьох інших родів. Було обговорено, чи належить Micromys до власної триби (Micromyini) чи є базальним членом Rattini, але Американське товариство мамологів наразі класифікує його до Rattini.

## Географічний діапазон
M. minutus мешкає по всій Європі та Північній Азії. Поширення варіюється від північно-західної Іспанії через більшу частину Європи, через Сибір і північний край Монголії до Кореї. Є також ізольовані популяції в південному Китаї на захід через Юньнань. Micromys erythrotis — із В'єтнаму, південного Китаю та, можливо, прилеглих регіонів.

## Середовище існування
M. minutus віддає перевагу місцям існування, для яких характерні високі трави. До них належать високі луки, ділянки з очеретом, чагарники з травами та зернові поля. В Італії та Східній Азії вони також оселяються на рисових полях. У сприятливих умовах щільність населення може бути дуже високою. Спочатку ці миші жили у вологих регіонах з високими довговічними травами, що росли біля річок, ставків і озер. Проте з появою вторгнення людини M. minutus був змушений жити вздовж доріг і на полях. Коли землю розчищають або збирають урожай, ця миша залишається бездомною. Проблема вирішується тим, що миша або створює неглибоку нору в ґрунті, або знаходить притулок у сараї чи силосі. Однак не всім мишам так пощастило, і багато мишей гинуть після того, як залишаються бездомними.

## Морфологічний опис
M. minutus — це маленька миша, розміром від 55 до 75 мм, із хвостом, який зазвичай має довжину від 50 до 75 мм. Має великі очі й вуха, що дозволяє бачити найменші рухи й чути найслабші звуки в темряві. Має малий тупий ніс, оточений вібрисами. Шерсть м'яка і густа, верхня частина тіла коричневого кольору з жовтуватим або червонуватим відтінком, а нижня – від білого до вохистого кольору. Хвіст двоколірний і без хутра на самому кінчику, а лапи досить широкі. Лапи спеціально пристосовані для лазіння, причому зовнішні п'ять пальців на кожній нозі великі та більш-менш протилежні. Ця миша може триматися за стебло задніми лапами та хвостом, залишаючи передні лапи вільними для збору їжі. Вид також може використовувати свій хвіст для рівноваги, коли снує по довгих стеблах трави. Хутро взимку є трохи густішим і довшим, ніж уліткуGrzimek, 1990.